# Elaphoglossum cruegerianum
Elaphoglossum cruegerianum är en träjonväxtart som först beskrevs av Kze., och fick sitt nu gällande namn av Carl Frederik Albert Christensen. Elaphoglossum cruegerianum ingår i släktet Elaphoglossum och familjen Dryopteridaceae. Inga underarter finns listade.